# 세리나 (가수)
세리나(芹那, 1985년 5월 19일 ~ )는 일본의 여성 아이돌 그룹 SDN48의 전 멤버이다. 홋카이도 출신. A-PLUS, 엠즈 팩토리 소속.

## 인물·내력
- 본명이 세리카와 카나 (芹川 可奈)로 알려져있으나, 그것도 잡지 속에 나온 이름으로 가명 일수 있다는 설이 있다. 아직 정확한 본명은 알려지지 않은 상태다.
- 2006년 와세다대학 졸업제작영화 "trot"으로 연기자 데뷔.
- 교복 콜렉션☆JAPAN 그랑프리에 이름을 올리기도 하였다.
- 모스 버거, dole의 CF를 찍으며 인지도를 올리기 시작함.
- SDN48으로 데뷔 후 두달 뒤, 나이를 속였다는 사실을 밝히게 된다. 실제 나이는 28살. 세리나가 다녔던 대학교에선 연예활동을 금지하고 있었기 때문에, 어쩔수 없이 나이를 낮출수 밖에 없었다고 한다.
- 데뷔 싱글 gagaga에선 7위를 하였고, 이 후 3집 싱글에서 센터를 차지하게 된다.
- 친구 마노 에리나

## 참가 유닛곡
싱글 CD 참가곡
1. GAGAGA
2. 고독의 러너(孤独なランナー)
3. 사랑, 주세요(愛、チュセヨ)
4. MIN・MIN・MIN
5. Everyday, 카츄샤 (SDN48 ver.)(Everyday、カチューシャ (SDN48 ver.))
6. 설득하면서 아자부쥬반 duet with 미노 몬타(口説きながら麻布十番 duet with みの もんた)
7. 억지 콩그레츄레이션(負け惜しみコングラチュレーション)
8. 끝나지 않는 앵콜(終わらないアンコール)

앨범 CD 참가곡
1. 1캘런의 땀(1ガロンの汗)

SDN48 1st Stage 「유혹의 카터(誘惑のガーター)」공연
1. Never!
2. 말괄량이 레이디(じゃじゃ馬レディー)